# マダンジート・シン
マダンジート・シン（英語：Madanjeet Singh, ヒンディー語：मदनजीत सिंह, 1924年4月16日 - 2013年1月6日）はインドの元外交官、芸術家・作家、慈善活動家。

## 略歴
1924年に英領インド（現パキスタン領）のラホールに生まれる。ラホール官立大学で化学を専攻、修士号を取得。イタリア・ローマのイタリア中東極東研究院にて仏教芸術文化を専攻。ローマ大学で欧州芸術史を専攻した。
1942年のマハトマ・ガンディーによる「インドを去れ」運動（Quit India Movement）の際に投獄された。
1953年〜1982年の間、インドの在外活動に従事し、イタリア、ユーゴスラビア、ギリシャ、ラオス、スウェーデン、デンマーク、スペイン、ソビエト連邦で外交官として勤務。南ベトナムで総領事、コロンビアにて大使、ウガンダにて高等弁務官として勤務し、その後ルワンダ、ブルンジ、フィンランドにて大使を務めた。
1982年〜1985年にはユネスコにて文化部門の部門長を務め、人類の科学文化史、アフリカ史、カリブ諸島史、中央アジア文明史、ケルト言語史、現代劇場事典編纂等を担当した。
画家及び写真家としても国際的な評価があり、彼の作品は1953年のヴェネツィア・ビエンナーレでも出品され、ストックホルム近代美術館に収蔵されている。
非暴力平和主義に貢献のあった人物に隔年ごとに贈られるユネスコ・マダンジート・シン賞のスポンサーである。2000年に南アジア基金を設立。これにより地域の青少年活動を支援し、現在8ヵ国で活動が行われている
。
2000年よりユネスコ親善大使を務める。
1972年に独立運動への貢献を表して授与されたタームラー・パットラー賞より高い栄誉はないとの理由で、2006年にパドマー賞（インドの国民栄誉賞）を辞退した。
2013年1月6日、死去。88歳没。

## 著作
- 「Himalayan Art（UNESCO Art Book Series）」：New York Graphic Society/UNESCO (1968) ASIN: B000LY5LNG - revised edition Macmillan (1971年)、ISBN 0333120663 [3]